# Bolitoglossa synoria
Bolitoglossa synoria е вид земноводно от семейство Plethodontidae. Видът е критично застрашен от изчезване.

## Разпространение
Разпространен е в Салвадор и Хондурас.